# 156e méridien ouest
En géographie, le 156e méridien ouest est le méridien joignant les points de la surface de la Terre dont la longitude est égale à 156° ouest. 

## Géographie

### Dimensions
Comme tous les autres méridiens, la longueur du 156e méridien correspond à une demi-circonférence terrestre, soit 20 003,932 km. Au niveau de l'équateur, il est distant du méridien de Greenwich de 17 254 km,.
Le 156e méridien ouest forme un grand cercle avec le 24e méridien est.

## Régions traversées
En commençant par le pôle Nord et descendant vers le sud au pôle Sud, Le 156e méridien ouest passe par:
| Coordonnées           | Pays, territoire ou mer | Notes |
| --------------------- | ----------------------- | --- |
| 90° 00′ N, 156° 00′ O | Océan Arctique          | |
| 71° 11′ N, 156° 00′ O | États-Unis              | Alaska |
| 57° 33′ N, 156° 00′ O | Océan Pacifique         | Passe juste à l'ouest de l'Île Tchirikov, Alaska, États-Unis (à 55° 54′ N, 155° 33′ O) |
| 20° 48′ N, 156° 00′ O | États-Unis              | Hawaii — Île Maui |
| 20° 42′ N, 156° 00′ O | Océan Pacifique         | Chenal Alenuihāhā (en) |
| 19° 49′ N, 156° 00′ O | États-Unis              | Hawaï — Île Hawaï |
| 19° 38′ N, 156° 00′ O | Océan Pacifique         | Passe juste à l'ouest de l'ile Starbuck, Kiribati (à 5° 37′ S, 155° 56′ O) Le méridien définit la Frontière maritime orientale des Îles Cook à partir de 8° 00′ S, 156° 00′ O jusqu'à 23° 00′ S, 156° 00′ O |
| 60° 00′ S, 156° 00′ O | Océan Austral           | |
| 77° 07′ S, 156° 00′ O | Antarctique             | Dépendance de Ross, Liste des territoires revendiqués par la Nouvelle-Zélande |